# Howard Baker
Pour les articles homonymes, voir Baker.
Howard Henry Baker, Jr., né le 15 novembre 1925 et mort le 26 juin 2014, est un homme politique américain. Sénateur républicain du Tennessee de 1967 à 1985, il a été le leader de l'opposition du Sénat de 1977 à 1981, puis de la majorité de 1981 à 1985. Il a été le chef de cabinet de Ronald Reagan de 1987 à 1988, et ambassadeur au Japon de 2001 à 2005. 
Au début des années 1970, alors sénateur, il reçoit des pots-de-vin de la compagnie pétrolière Gulf Oil. 
Membre de la Commission sénatoriale enquêtant sur le scandale du Watergate en 1973-1974, il s'est fait remarquer en posant la question suggérée par son conseiller Fred Thompson : « Que savait le président, et quand l'a-t-il su ? ».